# Chaise en bascule
Pour plus de détails, voir Fiche technique et Distribution.
Chaise en bascule est un film français muet réalisé entre 1897 et 1900 par Louis Lumière et produit par la Société Lumière.

## Synopsis
Devant le rideau d'une scène, Foottit, le clown blanc, réalise devant Chocolat, l'auguste noir, un numéro de jeu de jambes athlétique, qu'il conclut par un coup moqueur sur la tête de son comparse. Ce dernier, furieux, se saisit d'une chaise et menace de la fracasser sur la tête du premier, qui se met à genou et plaide la pitié. Réconciliés, les deux clowns s'assoient sur la chaise renversée par terre mais, facétieux, Footit fait tomber Chocolat en se levant. Celui-ci remet la chaise en équilibre en pivotant rapidement le dossier mis en porte-à-faux, fait assoir Foottit dessus, mais ne parvient pas à lui rendre la pareille : ce dernier anticipe le mauvais coup en se levant en même temps que Chocolat, sans être déséquilibré, et lui adresse un pied de nez, auquel Chocolat répond par un coup rageur. L'action se conclut par une série de bonds acrobatiques de Foottit, qui saute ensuite sur les épaules de Chocolat et provoque leur sortie de scène.

## Fiche technique
- Titre : Chaise en bascule (ou Chaise à bascule, ou The Tipping Chair dans sa distribution anglo-saxonne)
- Réalisation : Louis Lumière
- Scénario : Foottit et Chocolat
- Production : Société Lumière
- Lieu de tournage : Nouveau Cirque, 251 rue Saint-Honoré, à Paris
- Pays d'origine :  France
- Format : 35 mm - Noir et blanc - Muet
- Genre : Sketch comique
- Durée : 46 secondes
- Métrage :
- Dates de sortie : 
  - France : 1900

## Distribution
- George Foottit : Foottit
- Rafael Patodos : Chocolat

## Analyse du film
Plan fixe, captation d'un numéro de clowns, sur la scène d'un cirque. Troisième film d'une série de six (I. Boxeurs ; II. Acrobates sur la chaise ; III. Chaise en bascule ; IV. Guillaume Tell ; V. Le Policeman ; VI. La Mort de Chocolat).
Le nom du réalisateur n'est pas certain (il n'y a pas de générique et il n'apparaît pas dans le Catalogue), de même que la date de tournage (entre 1897 et 1900).
Gérard Noiriel, dans un livre consacré à l'auguste noir, s'étonne qu'on voie là du racisme (« le nègre souffre-douleur du clown blanc ») et apprécie au contraire le duo de clowns, typés et symétriques.